# Mesenzana
Mesenzana est une commune italienne de la province de Varèse dans la région Lombardie en Italie.

## Toponyme
Provient du nom latin Mezentius avec l'ajout du suffixe génitif -anus.

## Administration
| Période                                  | Période  | Identité      | Étiquette | Qualité |
| ---------------------------------------- | -------- | ------------- | --------- | ------- |
| 29/5/2006                                | En cours | Alberto Rossi |           | employé |
| Les données manquantes sont à compléter. |          |               |           |         |

### Hameaux
Malpensata, Molino d'Anna, Pezza, Maro, Cà Bianca nuova, Pianazzo, Piatta, Alpe Cavoglio, Gesiola del monte San Martino, Le Cascine